# Todd Carty

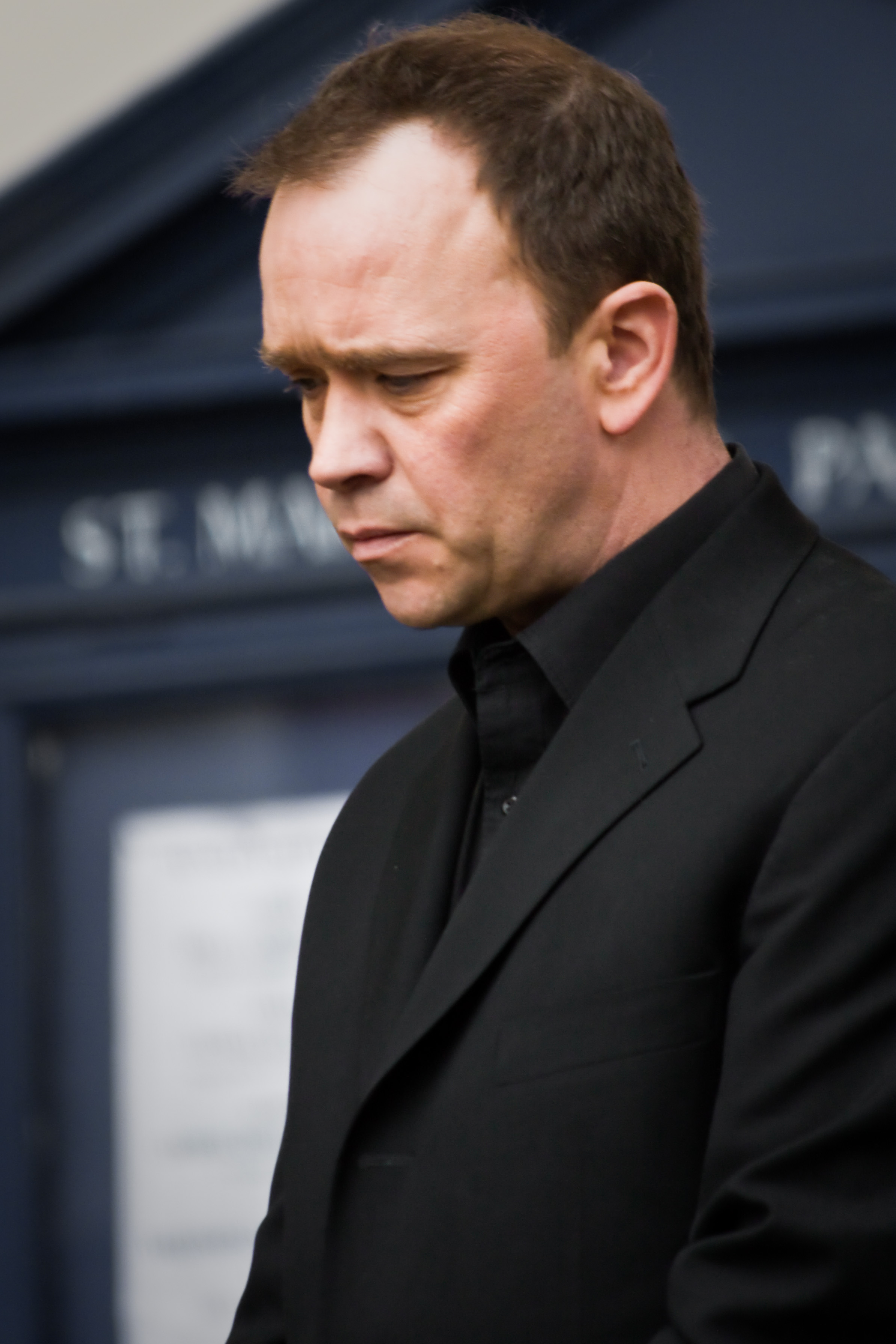
Todd Carty bij de begrafenis van actrice Wendy Richard.

Todd Jennings (Londen, Engeland, 31 augustus 1963), beter bekend als Todd Carty, is een Brits acteur en regisseur. Hij acteert al vanaf zijn kinderjaren en is vooral bekend van de televisieseries Grange Hill, EastEnders en The Bill.

## Biografie

### Jeugd en vroege carrière
Carty is de zoon van Ierse immigranten; hij groeide op met twee zussen in diverse wijken van Noord-Londen. Carty debuteerde op vierjarige leeftijd in een wasmiddelenreclame voor het warenhuismerk Woolworths; op zijn tiende was hij te zien in een speelgoedreclame naast de een jaar oudere Perry Fenwick - eveneens een toekomstig EastEnders-acteur. Inmiddels speelde Carty ook in televisieseries en films; zo was hij in 1976 te zien in Z-Cars en Our Mutual Friend.

### 1977-1989
In 1977 belandde Carty in de cast van de BBC-serie Grange Hill, die 31 seizoenen liep. Hij speelde de rebelse schooljongen Peter 'Tucker' Jenkins (met zijn onafscheidelijke leren jasje) en kreeg na vijf seizoenen zijn eigen serie (Tucker's Luck; 1983-1985) waarin ook andere personages uit Grange Hill hun opwachting maakten. Ook bij latere gelegenheden, zoals het toneelstuk Tucker's Return, diverse Grange Hill-reunies en twee korte comebacks in de serie, trok Carty zijn Tucker-jasje weer aan.
Daarnaast bleef Carty ook andere rollen spelen; zo schitterde hij begin jaren tachtig in Focus On Britain en The Idle Bunch voor de Duitse schooltelevisie en in de sci-fi Krull. In 1989 speelde Carty in de korte film The Candy Show.

### 1990-2002
Van 1990 tot 2002 speelde Carty in EastEnders de taboedoorbrekende rol van de seropositieve groenteman Mark Fowler (min of meer een volwassen versie van Tucker) waarmee hij zowel zijn generatiegenoten als hun kinderen aansprak.
Tussendoor verscheen Carty op de Ierse televisie en sprak hij een documentaire over een fictieve boyband in. In 1997 speelde hij met collega-EastEnders-acteurs Nick Berry (Simon Wicks) en Alex Ferns (Trevor Morgan) in The Black Velvet Band, een pseudo-spaghetti-western over een bende misdadigers uit het victoriaans tijdperk.

### 2003-nu
Van 2003 tot 2005 speelde Carty in de ITV-serie The Bill de corrupte politieman Gabriel Kent met wie het slecht afliep. Carty onthulde later in een podcast dat hij speciaal voor deze rol zijn vertrek uit EastEnders met een jaar had vervroegd.
In 2006 en 2007 speelde Carty gastrollen in de ziekenhuisseries Holby City en Doctors waarvan hij ook enkele afleveringen regisseerde. Eind 2008/begin 2009 en in 2016 was hij in een toneelbewerking van Jaap en de bonenstaak te zien als de slechterik Ferdinand Fleshcreep.
In 2009 boekte Carty weer succes door zijn deelname Dancing On Ice; het fragment waarin hij bij zijn laatste ronde vallend onderuit ging was in Nederland te zien in De Wereld Draait Door.
In 2010 ging The Perfect Burger, zijn debuut als filmregisseur, in première.
In 2012-2013 speelde Carty zichzelf in de komische politieserie A Touch of Cloth.
Carty deed in 2014 mee aan Celebrity Masterchef en ontwikkelde een verhalenreeks die gebaseerd is op bekende plots uit EastEnders.
In 2017 speelde Carty in de film Silver Birches.
Van eind december 2019 tot begin januari 2020  vertolkte hij Kapitein Haak in een theaterproductie van Peter Pan.
In 2023 speelde Carty in een bewerking van The Mouse Trap dat zijn zeventigjarig jubileum vierde.
In 2024 was hij in een bewerking van Doornroosje te zien als King Tucker, een verwijzing naar zijn eerste succesrol.

## Privé
Carty is getrouwd met Dina Clarkin (die ook als kind met acteren begon); ze hebben twee zoons (James en Thomas), een eigen productiemaatschappij (Swordfish Productions) en wonen sinds 2008 in de Noord-Londense wijk Muswell Hill. Verder is Carty een groot fan van West Ham United